# Анагарика Говинда
Анагарика Говинда (урожд. Эрнст Лотар Хоффманн, 17 мая 1898—14 января 1985 года) был основателем ордена Арья Майтрейя Мандала и исследователем тибетского буддизма, Абхидхармы и буддийской медитации, а также других аспектов буддизма. Также известен как художник и поэт.

## Жизнь в Европе
Эрнст Лотар Хоффманн родился в Вальдхайме, Германия, отцом был немец, а мать боливийка. Его отец преуспевал и владел сигарной фабрикой. Мать умерла, когда ребёнку было три года. Во время службы в немецкой армии во время Первой мировой войны в Италии он заболел туберкулёзом и был уволен. Пройдя лечение в санатории, он начал изучать философию, психологию и археологию во Фрайбургском университете. Не закончив учёбу, он переехал жить в немецкую художественную колонию на Капри и занялся поэзией и живописью. Он учился в университетах Неаполя и Кальяри и проводил археологические исследования в Северной Африке. На Капри он прожил с 1920 до 1928 года. Во время своего пребывания в Италии Хоффман познакомился с работами немецкого философа Людвига Клагеса, чья биоцентрическая метафизика его увлекла его и повлияла на дальнейший подход и понимание буддизма. Уже в возрасте 16 лет он начал изучать философию и через Шопенгауэра столкнулся с буддизмом. После сравнительного изучения основных религий в возрасте 18 лет он стал убеждённым буддистом. Он присоединился к Bund für buddhistisches Leben (Ассоциация за буддийскую жизнь). На Капри он практиковал медитацию со своим другом, американским буддистом.

## Шри-Ланка
В декабре 1928 года Хоффман переехал c Капри в Шри-Ланку и жил там в качестве безбрачного буддийского мирянина (брахмачари), а затем бездомного безбрачного мирянина (анагарика) в течение девяти недель в обители Остров Эрмитаж с Ньянатилокой Тхера, монахом традиции Тхеравады. В 1929 году Говинда сыграл важную роль в создании Международного буддийского союза (IBU), президентом которого стал Ньянатилока. Целью IBU было объединение буддистов во всём мире и продвижение буддизма через добродетельное и образцовое поведение практикующих буддистов. Будучи секретарем IBU, Говинда отправился в Бирму и Европу, чтобы заручиться поддержкой. Хотя он приехал в Шри-Ланку с целью стать буддийским монахом, Анагарика Дхармапала отговорил его от этого на основании, что ему будет трудно путешествовать в таком качестве. В 1930 году Говинда основал обитель Эрмитаж Варьягода в чайном поместье в горах недалеко от Гамполы и прожил там один год со своей мачехой Анной Хаберманн, которая приехала с ним из Европы. В Варьягоде Говинда изучал Абхидхамму и пали.

## Жизнь и путешествия в Индию и Тибет до Второй мировой войны
В апреле 1931 года Говинда отправился на Всеиндийскую буддийскую конференцию в Дарджилинге в качестве представителя IBU, чтобы пропагандировать «чистое буддийское учение, сохранившееся на Цейлоне, в страну, где оно выродилось в систему поклонения демонам и фантастические формы веры». Однако в Сиккиме он встретил учителя медитации тибетской традиции Гелугпа Томо Геше Римпоче, известного как Лама Нгаванг Калзанг (1866—1936), который произвёл на него сильное впечатление и полностью изменил его взгляды. Говинда принял тибетский буддизм, хотя никогда не обрывал свои тхеравадинские корни и оставался в контакте с Ньянатилокой, а затем и с Ньянапоникой. Лама Нгаванг Калзанг обучал Говинду медитации и поддерживал с ним отношения до самой смерти. Во время их экспедиций 1947—1948 годов в Тибет Говинда и Ли Готами встретились с Аджо Репа Ринпоче, который, по словам Говинды, посвятил их в школу тибетского буддизма Кагьюпа.
Учёный Дональд Лопес задаётся вопросом, следует ли понимать «посвящения», которые получил Говинда, в традиционном тибетском понимании смысла этого слова, то есть что полномочным ламой были проведены тантрические ритуалы или медитации. Когда Говинда впервые встретил Ламу Нгаванга Калзанга, он не говорил по-тибетски и описывал посвящение расплывчато. Согласно Лопесу, никакого посвящения в традиции Кагью или любой другой тибетской традиции не существует и неясно, какова была природа церемонии и учений, которые Говинда и его жена получили от Аджо Репа Ринпоче. Сам Говинда писал в «Основах тибетского мистицизма», что в его понимании «посвящение» означает «реакцию индивидуумов в силу своей собственной чувствительности на тонкие вибрации передаваемых им традицией или интуицией символов». В книге «Путь белых облаков» он писал: «Истинное посвящение Гуру выходит за рамки разделения сект и верований: это пробуждение нашей собственной внутренней реальности, которое, однажды увиденное, определяет наш дальнейший путь развития и наши действия в жизни без соблюдения внешних правил».
Говинда остался в Индии преподавать немецкий и французский языки в университете Висва-Бхарати Рабиндраната Тагора в Сантинекане. Он потерял интерес к IBU, что привело к прекращению деятельности организации. В 1932 году Говинда ненадолго выехал из Сиккима в Тибет (на гору Кайлас), а в 1933 году совершил путешествие туда из Ладакха. Летние месяцы 1932 и 1934 годов он со своей мачехой провёл в Варьягоде, где в то время жили немецкая буддийская монахиня Уппалавана (Else Buchholz) и немецкий монах Ваппо. Уппалавана купила недвижимость у Говинды в 1945 году и оставалась в ските до 1970-х годов. В письме от 01.09.1934 г. Говинда написал, что он прибыл в Шри-Ланку в сопровождении Рабиндраната Тагора и прочитал серию лекций по тибетскому буддизму в различных местах Шри-Ланки, пытаясь получить поддержку для запланированного буддийского университета в Сарнатхе. Приём в Шри-Ланке оказался плохим и Говинда, у которого кончились средства, был весьма разочарован.
По поручению Томо Геше Римпоче 14 октября 1933 года Говинда основал свой орден «Буддийский орден Арья Майтрейя Мандала». В него были приняты четырнадцать человек. Говинда получил имя Анангаваджра Хамсунг Вангчук. В 1934 году в Калькутте прошла первая выставка его картин. С 1935 по 1945 год он был генеральным секретарем Международной ассоциации буддийских университетов (IBUA), для которой читал лекции по буддийской философии, истории, археологии и т. д. в буддийской академии в Сарнатхе. В 1936 году он получил преподавательскую должность в университете Патны и по приглашению читал лекции в университетах Аллахабада, Лакхнау и Бенареса. Его лекции по буддийской психологии в университете Патны были опубликованы в 1939 году как «Психологическое мировоззрение ранней буддийской философии», а лекции в Шантинекане — в 1940 году как «Психокосмический символизм буддийской ступы». В 1938 году после двух неудачных попыток и по рекомендации премьер-министра Уттар-Прадеша ему удалось стать полноправным гражданином Великобритании. В 1947 году он стал гражданином Индии. С 1937 по 1940 год он жил со своей мачехой в доме в Дарджилинге.

## Вторая мировая война
Хотя Говинда стал гражданином Великобритании, он, тем не менее, был интернирован британцами во время Второй мировой войны из-за связей с «лицами антибританских настроений», то есть с семьёй Неру. Сначала он был интернирован в Ахмеднагар. Поскольку он не скрывал, что выступает против фашизма, в лагере нацисты издевались над ним, как и над другими антифашистами. Это насилие вынудило британцев открыть специальный лагерь для антифашистов в Дехрадуне, куда Говинда был переведен в 1942 году. Ньянатилока и другие немецкие буддийские монахи из Шри-Ланки также были интернированы в Дехрадун. В лагере Говинда оказался с немецким монахом Ньянапоникой, с которым он изучал языки и установил тесную дружбу, которая продолжалась до конца его жизни.

## Жизнь в Касар Деви после Второй мировой войны и путешествия в Тибет

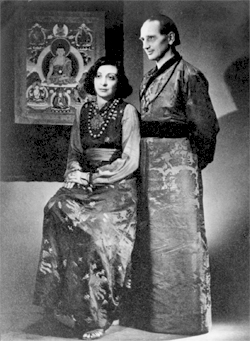
Лама Говинда и Ли Готами после их свадьбы в 1947 году.

В 1947 году он женился на парсиянке художнице Ли Готами (оригинальное имя Ратти Пети, 22.4.1906 —18.8.1988) из Бомбея, которая обучалась живописи в Сантинекане в 1934 году. Говинда и Ли Готами носили одежды в тибетском стиле и имели посвящение линии Другпа Кагью. Супруги жила в доме, арендованном у писателя Вальтера Эванса-Венца в местечке Касар Деви, недалеко от Альморы на севере Индии. Поселение Касар Деви, известное в кругах хиппи как «Хребет Крэнка», было богемной колонией, где жили художники, писатели и духовные искатели, такие как Эрл Брюстер, Альфред Соренсен и Джон Блофельд. Многие духовные искатели, в том числе поэты-битники Аллен Гинсберг и Гари Снайдер, ЛСД-гуру Тимоти Лири и Ральф Метцнер, психиатр Р. Д. Лейнг и тибетолог Роберт Турман, навещали Говинду в его ашраме. Количество приходящих стало настолько велико, что пара в конце концов поставила предупреждающие знаки, чтобы не пускать нежелательных посетителей.
Из Касар Деви в конце 1940-х годов Говинда и Ли Готами предприняли поездки в Тибет, создавая попутно большое количество картин, зарисовок и фотографий. Эти путешествия описаны в книге Говинды «Путь белых облаков». Во время экспедиции в Цапаранг и Толинг в Западном Тибете в 1948—49 годах, спонсируемой Иллюстрированным еженедельником Индии, Говинда получил посвящения в традициях Ньингма и Сакьяпа. Фотографии фресок Цапаранга, сделанные Ли Готами, сохранились в книгах Говинды «Путь белых облаков», «Основы тибетской мистики» и «Тибет в картинках»(написана в соавторстве с Ли Готами). В книге «Путь белых облаков» Говинда пишет, что считает себя реинкарнацией поэта Новалиса.

## Мировые турне в 1960-х и 1970- годах

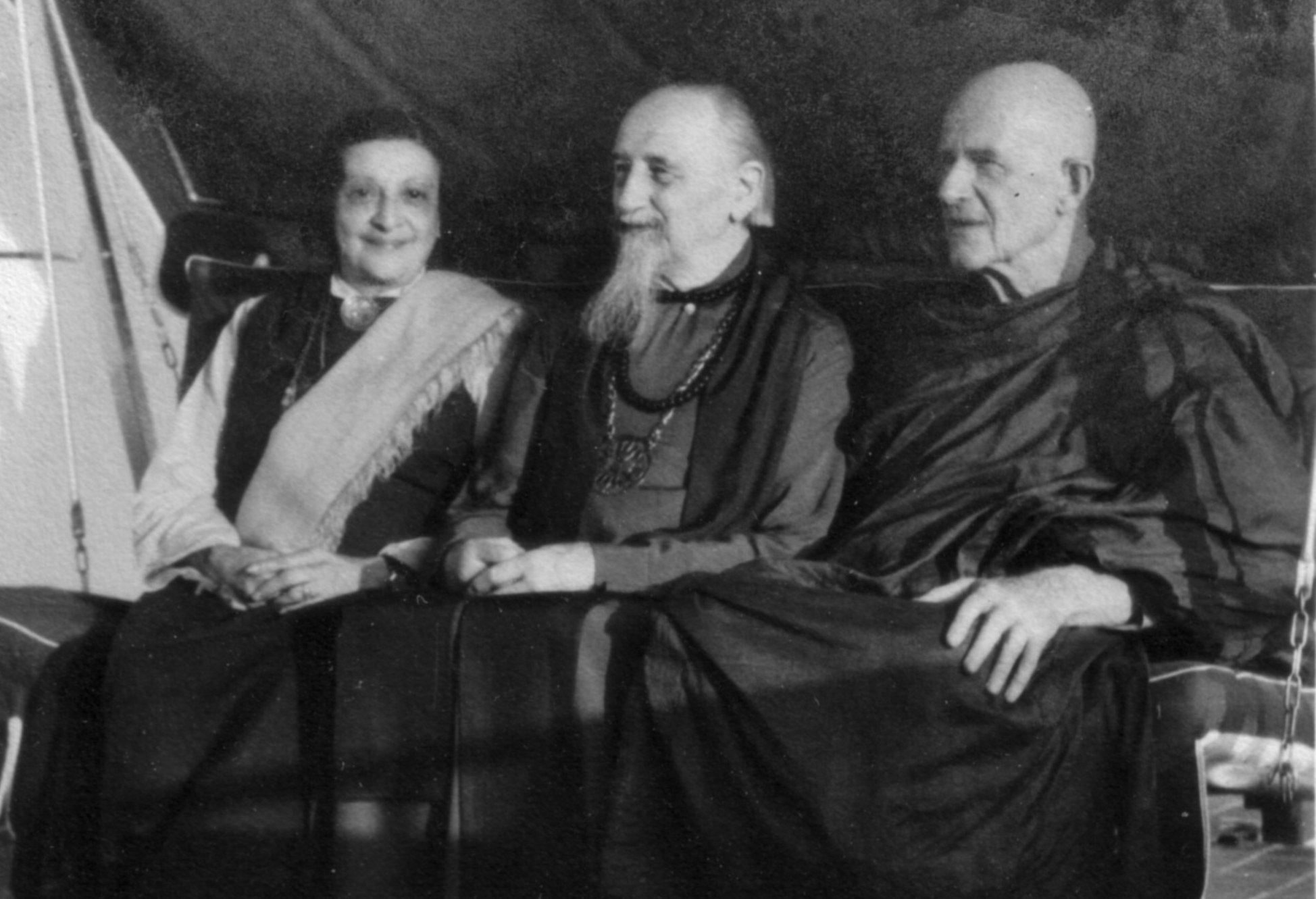
Ли Готами, Анагарики Говинда, Ньяпононика Тера, конец 1960-х или начало 1970-х годов

Немец Ганс-Ульрих Рикер, который был рукоположен в ордене Арья Майтрейя в 1952 году, по поручению Говинды создал западное крыло ордена. Орден был основан 30 ноября 1952 года одновременно в Берлине Рикером и в Санчи Говиндой. В 1960 году Говинда отправился в Европу в качестве представителя тибетского буддизма на международную религиозную конференцию в Венеции. Впоследствии он посетил Англию, Германию, Швейцарию, Австрию и Нидерланды. В 1965 году он отправился в лекционный тур по Германии, Франции и Швейцарии. В 1968—69 через США побывал в Японии. В 1972—73 и 1974—76 годах он путешествовал по всему миру. В 1977 году он в последний раз посетил Германию. Во время своих путешествий на Запад Говинда подружился со швейцарским философом Джином Гебсером, учителем дзен и даосизма Аланом Уоттсом, пионером трансцендентальной психотерапии Роберто Ассаджиоли и писательницей Луизой Ринзер.

## Последние годы жизни
По состоянию здоровья Говинда наконец обосновался в районе залива Сан-Франциско, где о нём и его жене заботились Алан Уоттс и Сузуки Роши из дзен-центра Сан-Франциско. В Сан-Франциско Говинда основал отделение своего ордена под названием «Дом Дхьян». В 1980 году он в последний раз посетил Индию и оставил свой дом в Алморе. Он сохранил ясный рассудок несмотря на несколько перенесённых с 1975 года инсультов. Во время вечерней беседы в Милл Уолли 14.1.1985 г. Говинда внезапно почувствовал острую боль в шее. Он лёг на правый бок и рассмеявшись умер.
Его прах был помещён в нирвана-ступу, которая была возведена в 1997 году на территории монастыря Самтен Чолинг в Дарджилинге.

## Сочинения
Говинда написал несколько книг на разные буддийские темы. Его наиболее известными трудами являются «Путь белых облаков» и « Основы тибетской мистики», которые переведены на многие языки. Некоторые из его работ, такие как « Основы тибетской мистики», были написаны на немецком языке и впоследствии были переведены на английский язык. Его статьи были опубликованы во многих буддийских журналах, таких как Маха Бодхи, и немецкий журнал Der Kreis, издававшийся его буддийским орденом Арья Майтрейя Мандала. Говинда считал своим самым важным трудом «Внутреннюю структуру И Цзин, Книгу трансформаций».

### Работы на английском
- Govinda, Anagarika Brahmacari. The way of the white clouds (англ.). — London: Rider Books, 1966. — P. 156. — xiv, 305 p. — ISBN 0-7126-5543-3.
- Anagarika Govinda. Foundations of Tibetan mysticism: according to the esoteric teachings of the Great Mantra, Oṁ Mani Padme Hūṁ (англ.). — 1st American ed. — York Beach, Me.: Samuel Weiseer, Inc, 1969. — P. 25. — 311 p. — ISBN 0-87728-064-9.
- Govinda, Anagarika Brahmacari. Art and meditation: an introduction and twelve abstract paintings (англ.). — Delhi: Book Faith India, 1999. — xi, 74 p. — ISBN 81-7303-166-5. — ISBN 978-81-7303-166-3.
- Govinda, Anagarika Brahmacari. The Psychological attitude of early Buddhist philosophy and its systematic representation according to Abhidhamma tradition (англ.). — Delhi: Motilal Banarsidass Publishers, 1991. — 191 p. — ISBN 81-208-0941-6.
- Anagarika Govinda, Lama. Psycho-cosmic symbolism of the Buddhist stūpa (англ.). — Emeryville, Calif.: Dharma Pub, 1976. — xviii, 102 p. — ISBN 0-913546-35-6.
- Govinda, Li Gotami. Tibet in pictures: a journey into the past (англ.). — 2nd ed. — Berkeley, CA: Dharma Pub, 2002. — 210 p. — ISBN 0-89800-345-8.
- Drugs or Meditation? (англ.). — Kandy, Sri Lanka: Buddhist Publication Society, 1973.
- Anagarika Govinda, Lama. Creative meditation and multi-dimensional consciousness (англ.). — Wheaton, Ill.: Theosophical Pub. House, 1976. — 294 p. — ISBN 0-8356-0475-6.
- Govinda, Anagarika. The Inner Structure of the I Ching: the Book of Transformations (англ.). — New York: Weatherhill, 1981. — xviii, 202 p. — ISBN 0-8348-0165-5.
- Anagarika Govinda, Lama. A living Buddhism for the West (англ.). — 1st ed. — Boston: Shambhala, 1990. — x, 142 p. — ISBN 0-87773-509-3.

### Сборники
- Govinda, Anagarika Brahmacari. Buddhist reflections (англ.). — 1st Indian ed. — New Delhi: Motilal Banarsidass, 1993. — xxi, 248 p. — ISBN 81-208-1169-0.
- Anagarika Govinda, Lama. Insights of a Himalayan pilgrim (англ.). — Berkeley, CA: Dharma Pub, 1991. — xiii, 196 p. — ISBN 0-89800-204-4.
- Anagarika Govinda, Lama. The lost teachings of Lama Govinda: living wisdom from a modern Tibetan master (англ.). — 1st Quest ed. — Wheaton, Ill: Quest Books/Theosophical Pub. House, 2007. — lviii, 155 p. — ISBN 978-0-8356-0854-1.

### Книги, изданные на русском языке
- Творческая медитация и многомерное сознание. — М.: Беловодье, 2006. — 320 с. — ISBN 5-93454-072-6.
- Озарения гималайского странника. — М.: Беловодье, 2008. — 160 с. — (Мир Востока). — ISBN 978-5-93454-093-8.
- Основы тибетского мистицизма. — М.: Беловодье, 2012. — 320 с. — ISBN 978-5-93454-162-1.
- Психология раннего буддизма. — М.: Беловодье, 2007. — 224 с. — ISBN 978-5-93454-077-7.
- Путь белых облаков. — М.: Сфера, 2004. — 448 с. — ISBN 5-93975-144-X.